# Nortrup
Nortrup er en kommune med knap 3.000 indbyggere (2013), beliggende i den nordlige del af Landkreis Osnabrück, i den tyske delstat Niedersachsen. Kommunen er en del af Samtgemeinde Artland hvis administration ligger i byen Quakenbrück.

## Geografi
Nortrup ligger syd for Menslage og Badbergen, mod sydøst ligger Bersenbrück og Ankum og mod vest ligger Kettenkamp.